# August Lindblad
August Emanuel Lindblad, född 28 november 1864 i Askersunds landsförsamling, död 23 april 1933 på Torsåker slott i Hammarby församling, Uppsala län, var en svensk företagsledare.
Lindblad, som var son till trädgårdsdirektören vid Tullgarns slott August Lindblad och Sofia Öjermark, blev biträde hos F.O. Lindblom 1880 och var anställd vid Gunnebo bruks kontor i Stockholm 1887–1888. Han övertog 1888 under egen firma Lindberg & Hassels affär i Stora Nygatan 45, som han 1912 överlät på biträdena Quist och Larsson.
År 1890 importerade Lindblad ett parti Crescent-cyklar från USA, startade kort därefter, tillsammans med Eli Pettersson, Amerikanska Cycle Import, vilken 1908 ombildades, till Velociped AB August Lindblad. Sedan han genom sin verksamhet skapat en stor förmögenhet lämnade han 1923 affärerna och inköpte Torsåkers och Stjärnborgs säterier i Hammarby socken i Uppland, vilka han ombildade till mönstergårdar och förskönade. Han blev medlem av Stockholms jernkramhandlareförening 1890 och hedersledamot 1927.